# FSO Polonez
Der Polonez ist ein in der Zeit von 1978 bis 2002 produzierter Mittelklassewagen des polnischen Herstellers FSO. Der Name Polonez wurde vom gleichnamigen polnischen Volkstanz abgeleitet (siehe Polonaise).

## Geschichte
Sein Debüt hatte der Polonez auf der 50. internationalen Messe 1978 in Posen, und die Serienfertigung lief noch im gleichen Jahr mit 5000 Stück an. Die häufigste Variante des Polonez' ist eine fünftürige Kombilimousine mit den mechanischen Komponenten des Polski Fiat 125p. Die Gestaltung der Karosserie übernahm Giorgio Giugiaro. Die Form des Autos erinnert an den Fiat ESV 2000, eine auf optimierten Fußgängerschutz ausgelegte Studie (Experimental Safety Vehicle) von 1972. 
1988 wurde eine Pick-up-Version eingeführt, 1996 eine viertürige Stufenheck-Limousine und 1999 eine Kombiversion. Von 1980 bis 1983 wurde der Polonez als Dreitürer in einer Stückzahl von 300 Fahrzeugen gebaut, ein solches Fahrzeug wurde auch auf der Messe in Posen 1980 gezeigt und für seine gelungene Linienführung gelobt. Geplant war seinerzeit eine Serienproduktion ab 1981.
Ursprünglich sollte der Polonez alle Varianten des Polski Fiat 125p ersetzen. Dessen Produktion setzte sich jedoch noch bis 1991 fort, wobei beide Modelle in dieser Zeit mehrfach überarbeitet wurden. Die Überarbeitungen mussten größtenteils gleichzeitig erfolgen, da sich beide Modelle die Plattform teilten. Beispielsweise sollten 1980 neben 90.000 125p nur 30.000 Polonez produziert werden. Der Polonez wurde unter verschiedenen Bezeichnungen in viele Länder exportiert, so als Celine, Caro und Prima sowie in späteren Produktionsjahren als Classic. In der Bundesrepublik Deutschland wurde das Fahrzeug von der Promotor GmbH, einer Tochtergesellschaft der deutschen Fiat-Dependance, importiert. 
Von der DDR wurde der Polonez nicht importiert.
Der Polonez wurde als eines der letzten polnischen Fahrzeuge für den Massenmarkt häufig von Behörden beschafft, wie etwa der polnischen Polizei (bis 1. Juli 2009 ausgemustert), der polnischen Berufsfeuerwehr sowie regionalen Rettungsdiensten.
In den 1990er Jahren hielt Daewoo Motors Anteile am Hersteller FSO. Mit der Modellpflege vom Caro zum Caro Plus im Jahr 1997 änderte sich der Markenname von FSO auf Daewoo-FSO. Die neueren Modelle sind am zweigeteilten Kühlergrill zu erkennen.

## Technik
Im Ostblock war der Polonez das erste erhältliche Fahrzeug mit Schrägheck-Karosserie. Das Fließheck hatte 27° Anstellwinkel zur Horizontalen, und das Auto war 5-türig ausgeführt, wobei die Heckklappe oberhalb der Heckleuchten abschloss. Die Karosserie war – erstmalig im polnischen Fahrzeugbau seit den 1960er Jahren – keinem Fiat-Modell oder anderen Fahrzeug entlehnt, sondern eine Eigenentwicklung. Auch der Innenraum samt Instrumententafel wurde neu entworfen. Zu den bemerkenswerten Details zählte ein höhenverstellbares Lenkrad. Zur Serienausstattung gehörten von Anfang an auch Heckscheibenheizung und Heckscheibenwischer.
Unter dem Blech fand sich im Grunde die Technik des 125p, jedoch mit einer Anzahl Neuerungen vor allem am Antrieb: Der bisher keilriemengetriebene Lüfter war durch einen Elektrolüfter ersetzt worden, und der Nockenwellenantrieb von Steuerkette auf Zahnriemen umgestellt. Der Geräuschpegel des Polonez war infolge dieser Maßnahmen erheblich geringer als beim 125p. Der Ventiltrieb wurde durch die Ventilstößel des Fiat 131 modernisiert, es blieb jedoch bei der OHV-Ventilsteuerung. Außerdem erhielt der Motor eine andere Brennraumform. Änderungen an der Betätigung des Vergasers ließen das bisherige „Beschleunigungsloch“ der Vergangenheit angehören. Weitere Änderungen betrafen das Schmiersystem und die Abdichtung des Motors. Erreicht werden sollten bessere Zuverlässigkeit, geringerer Kraftstoffverbrauch und günstigeres Abgasverhalten. Die wesentlichen Kennwerte des Motors einschließlich der Leistung blieben indes nahezu unverändert. Wie bisher waren ein 1,3- und ein 1,5-l-Motor erhältlich, die bei Serieneinführung des Polonez' 47,8 kW (65 PS) bei 5600/min und 55,9 kW (76 PS) bei 5250/min leisteten. Das maximale Drehmoment wurde mit 93,2 Nm bei 3400/min und mit 114,7 Nm bei 3300/min erreicht. Übersetzungsänderungen im zweiten und dritten Gang verbesserten den Zugkraftanschluss, insgesamt blieben die Fahrleistungen des um rund 100 kg schwerer gewordenen Fahrzeugs jedoch weitgehend unverändert zum Vorgängertyp. Ein weiterer Unterschied war die Umstellung auf Tellerfederkupplung, die weniger Pedalkraft erforderte.
Das Fahrwerk des Polonez' unterschied sich von dem des 125p kaum, der Aufbau entsprach also weiterhin dem des Fiat 1300. Es wurde etwas straffer abgestimmt, Radstand und Spurweite vergrößerten sich geringfügig.

## Galerie

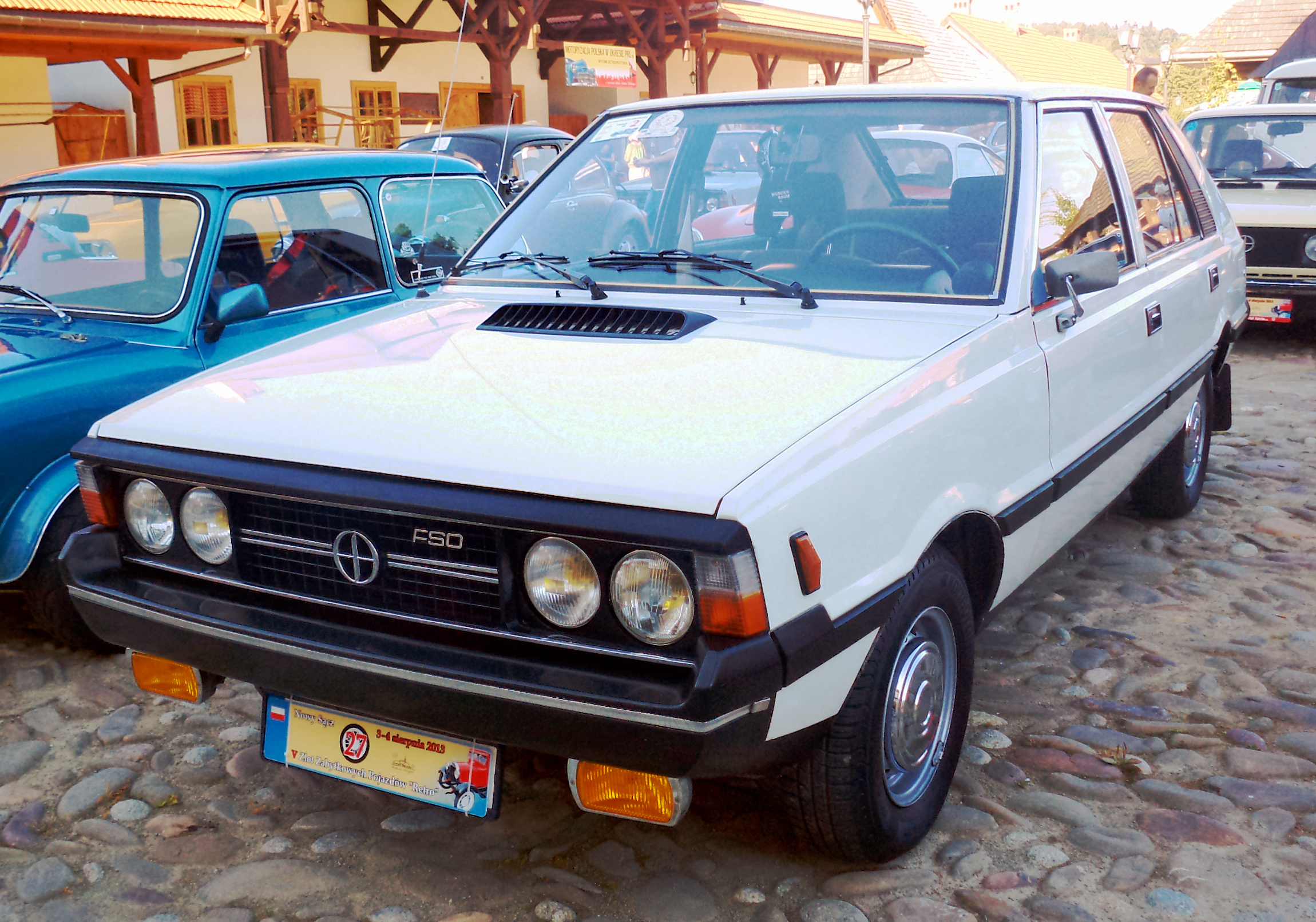
FSO Polonez MR'78 1500
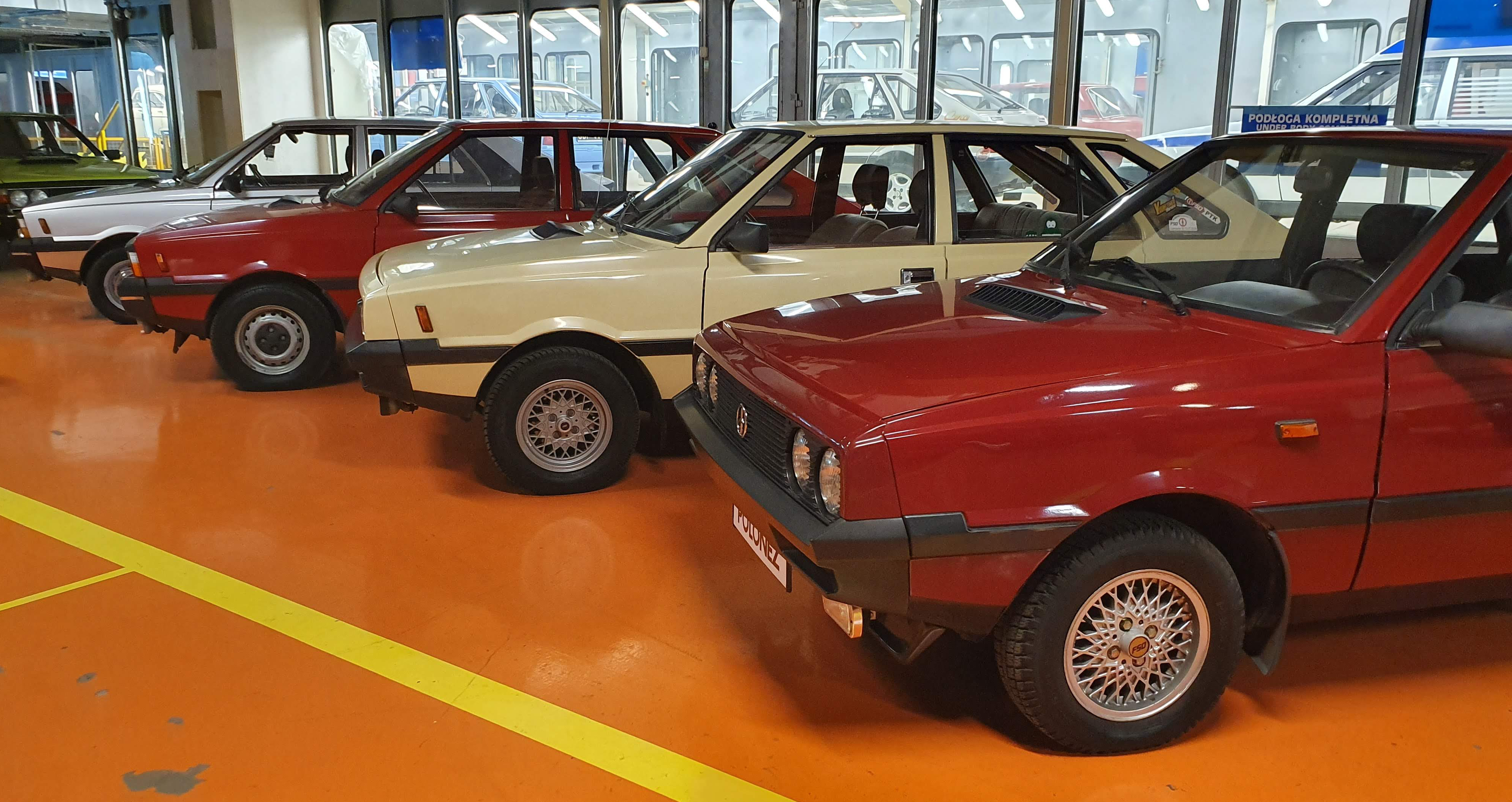
FSO Polonez MR'83, MR'87 und MR'89
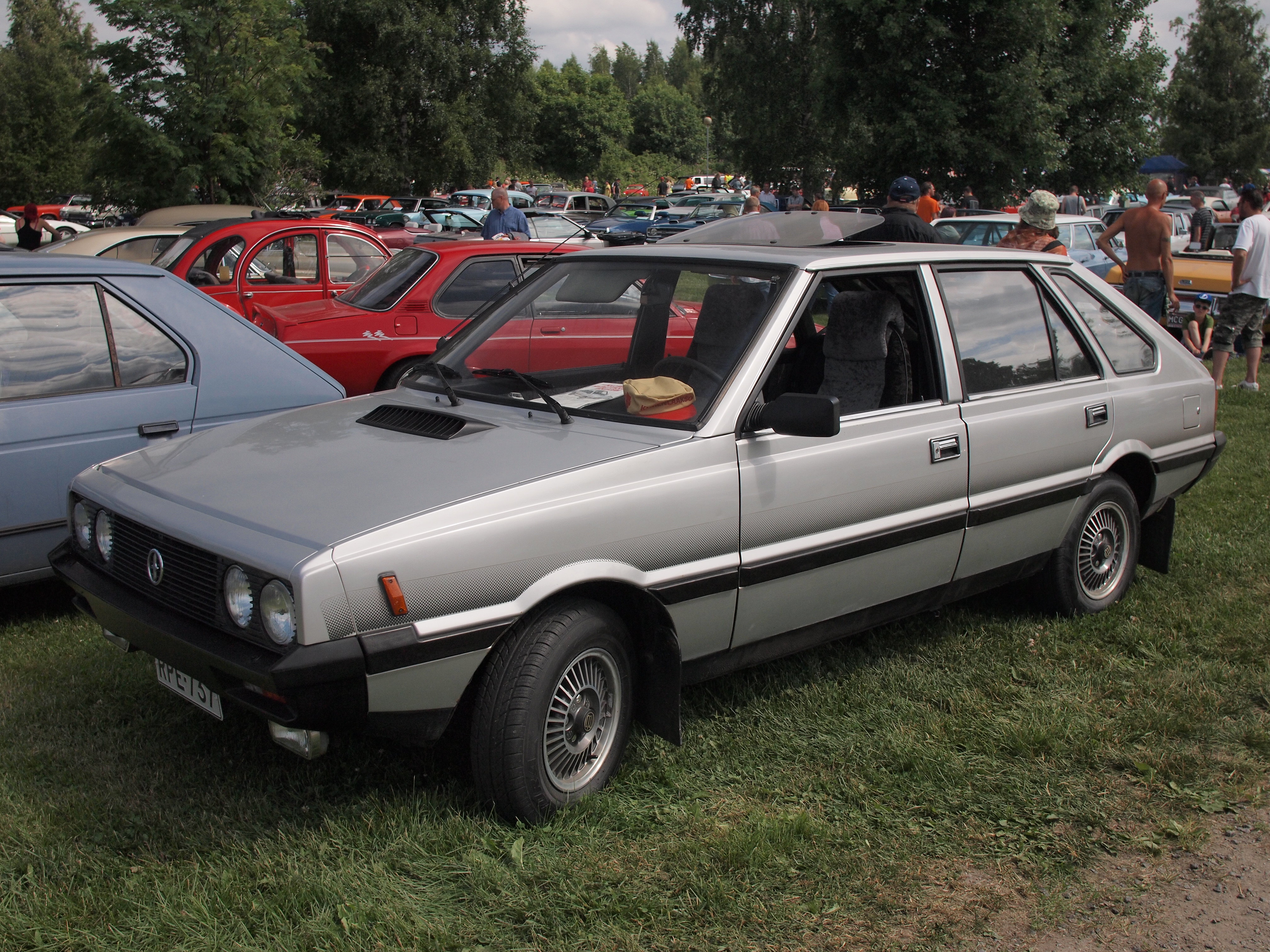
FSO Polonez MR'87 1500
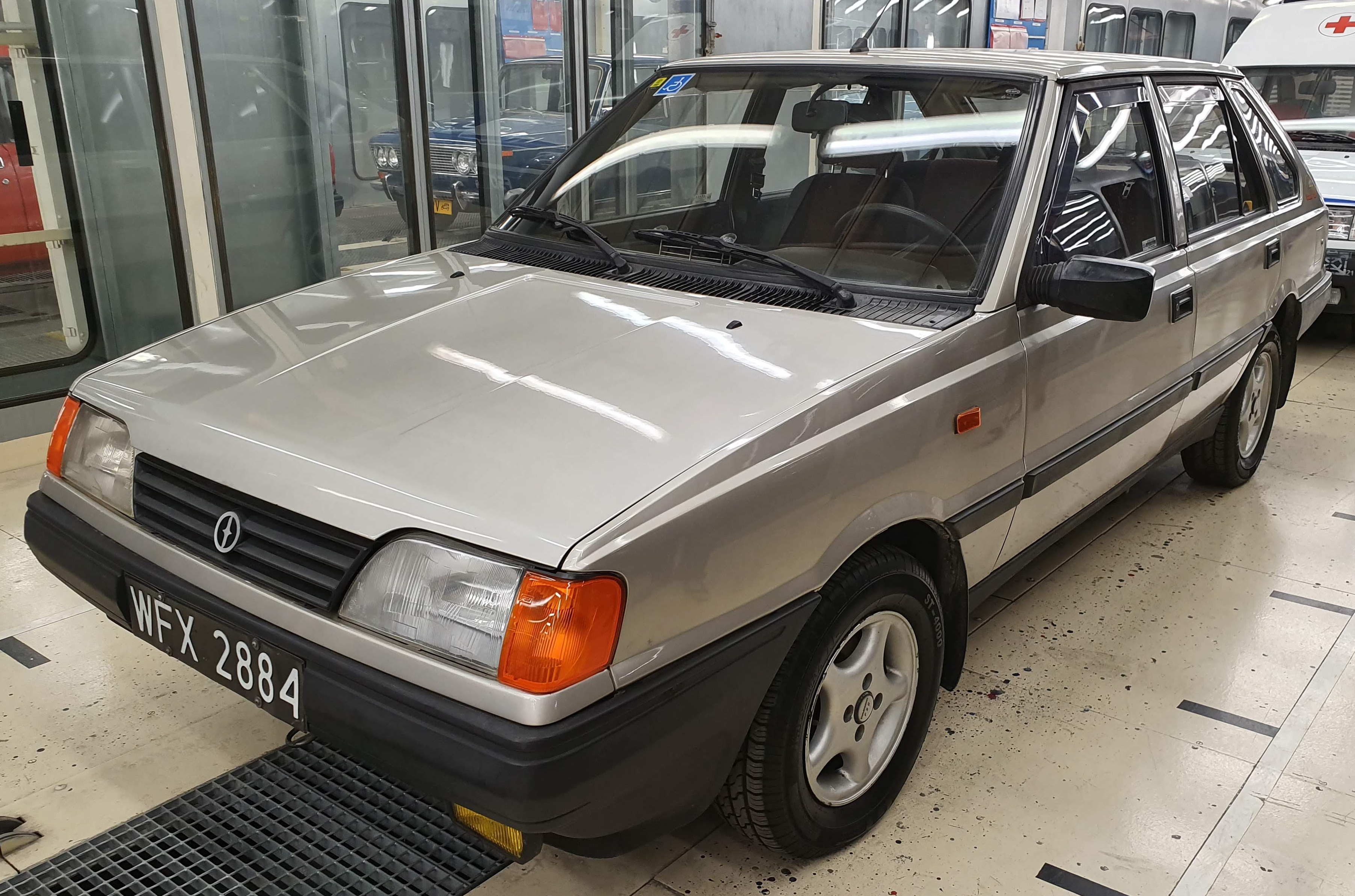
FSO Polonez Caro MR'93
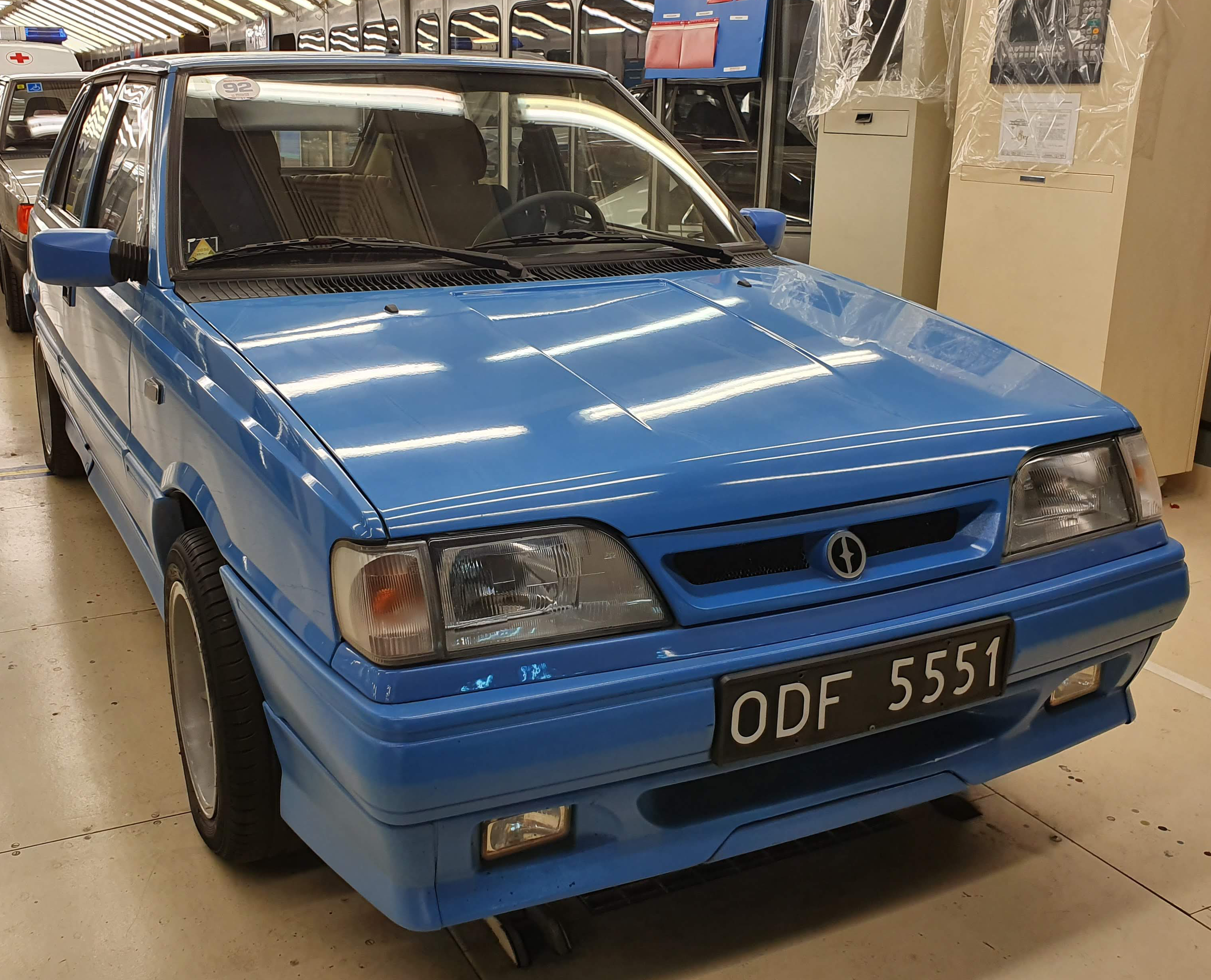
FSO Polonez Caro MR'93 Orciari
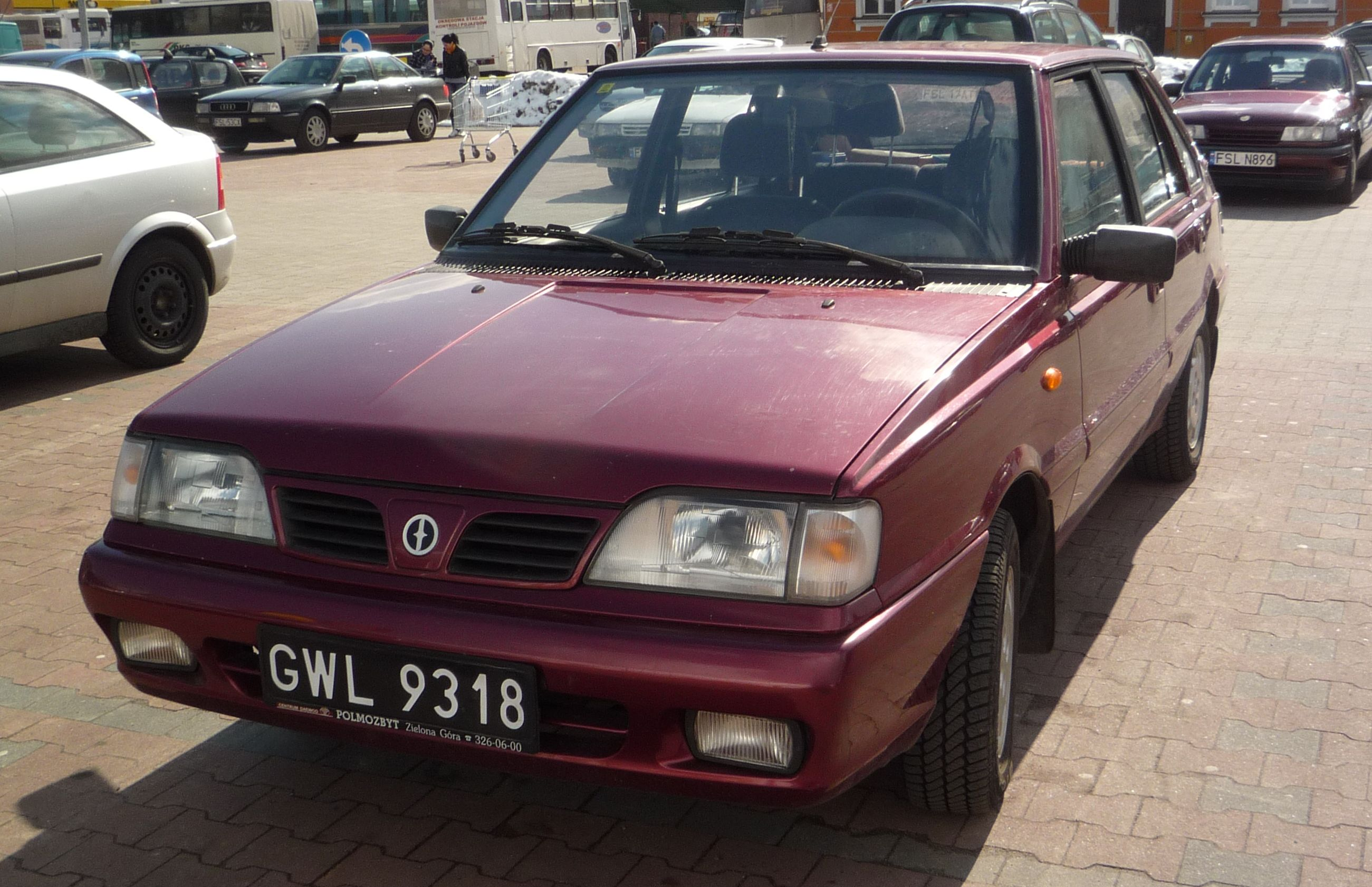
Daewoo-FSO Polonez Caro Plus
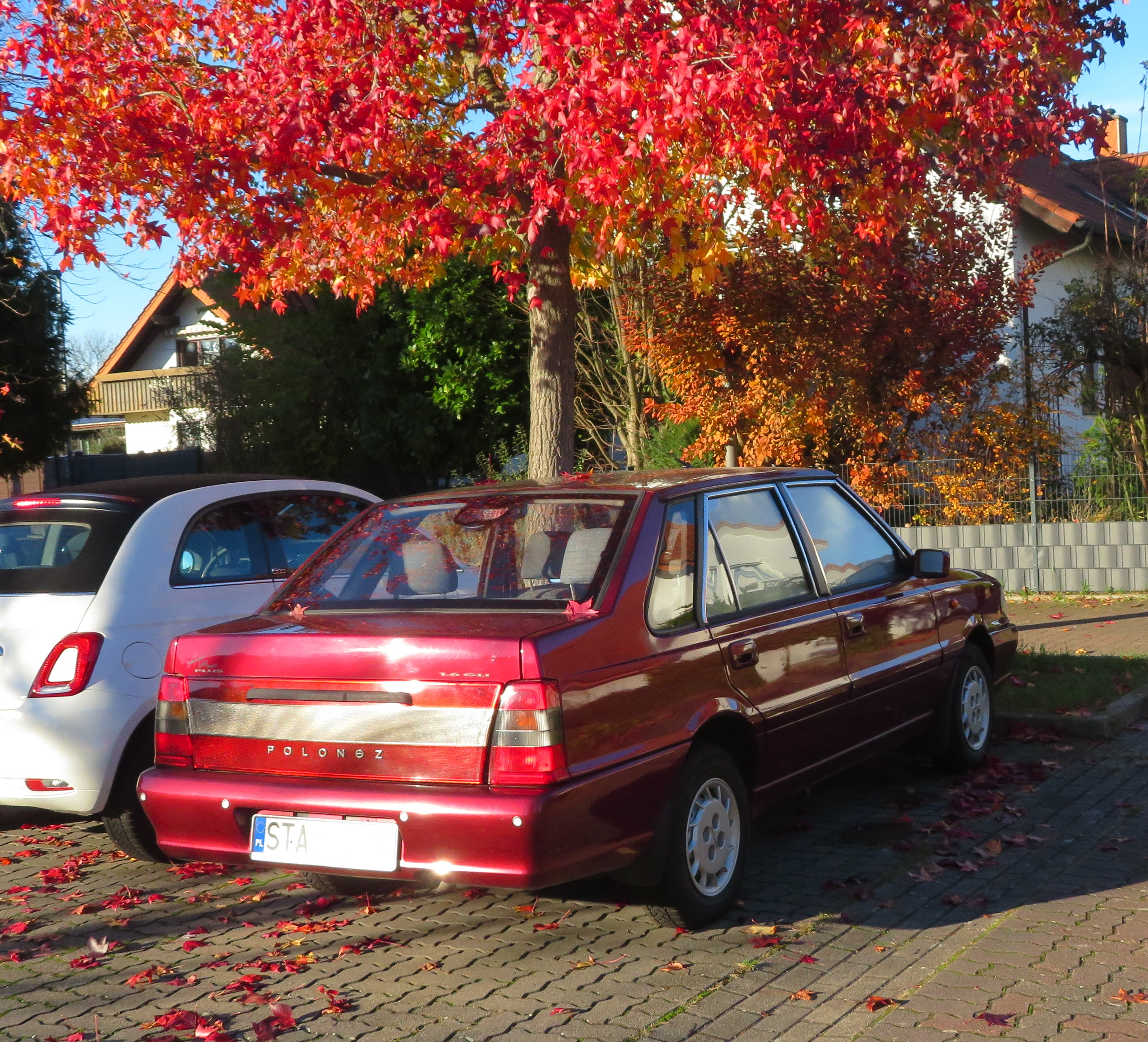
Daewoo-FSO Polonez Atu Plus
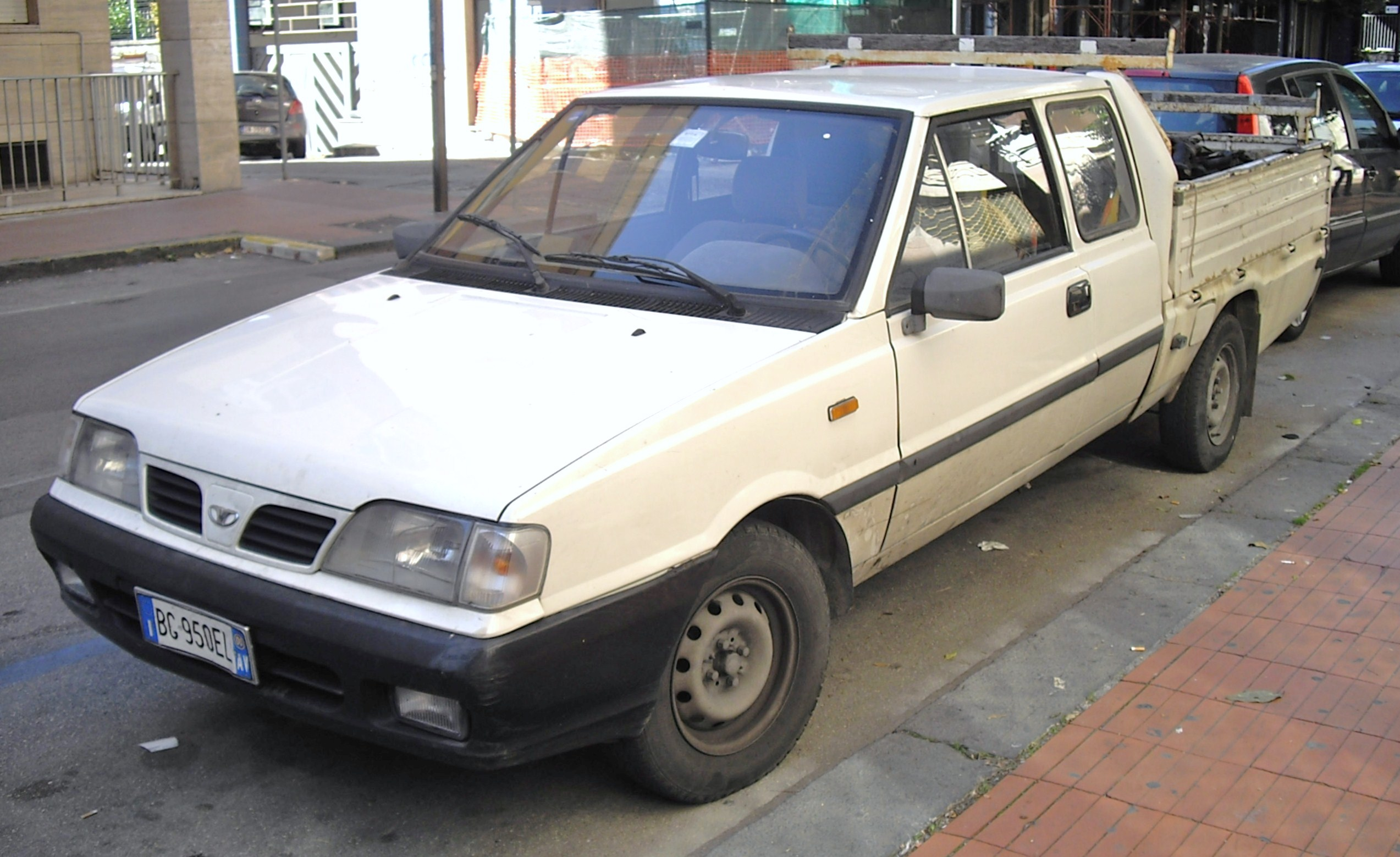
Daewoo-FSO Truck Plus in Italien